# Welp
Welp és una pel·lícula de terror i un llargmetratge belga del 2014 de Jonas Govaerts en el que va ser el debut del director. Els fons per a Welp es van recaptar parcialment a través d'una campanya IndieGoGo i la pel·lícula es va estrenar el 10 de setembre de 2014 al Festival Internacional de Cinema de Toronto. El rodatge es va dur a terme durant el 2013 i és protagonitzat per Maurice Luijten com Sam, un jove que va d'acampada amb els seus companys llobatons, només per entrear en conflicte amb un caçador furtiu amb set de sang.

## Argument
Sam (Maurice Luijten) és un llobatons de dotze anys que sovint és assetjat pels companys escoltes i líder de la manada Peter (Stef Aerts). El líder de la manada Kris (Titus De Voodgt) i el xef Jasmijn (Evelien Bosmans) intenten evitar que en Peter i els altres dominin Sam, però no sempre tenen èxit. Quan una part de l'assetjament de la manada els fa perdre el camí a les muntanyes durant el viatge, en Peter i en Kris intenten mantenir la situació distesa explicant als campistes una història d'incendis sobre Kai, un home llop que pensava viure en aquest mateix bosc. Poc després, Sam es troba amb un nen salvatge (Gill Eeckelaert) que creu que és l'actual Kai. Intenta explicar-ho als altres, però és ridiculitzat per creure les històries actualment i fins i tot Kris resisteix la imaginació exagerada de Sam. Tanmateix, el que no saben és que en Kai és fill d'un caçador furtiu (Jan Hammenecker), que ha sembrat generosament el bosc amb diverses trampes elaborades i mortals. En lloc de preocupar-se que els campistes puguin caure les trampes, el pare i el fill es delecten amb la idea i aviat els campistes es troben corrent per salvar les seves vides.

## Repartiment
- Stef Aerts com a Peter
- Evelien Bosmans com a Jasmijn
- Titus De Voogdt com a Kris
- Maurice Luijten com a Sam
- Gill Eeckelaert com a Kai
- Jan Hammenecker com a Stroper/Cacher furtiu

## Recepció
La recepció crítica de Cub va ser mixta, i a la taula de classificació de pel·lícules belga van rebre algunes crítiques per donar a la pel·lícula una qualificació "totes les edats". La Scouts en Gidsen Vlaanderen, l'organització flamenca dels Boy Scouts, van emetre un comunicat on van condemnar la classificació "tots els públics" i van advertir als pares que no permetessin que els seus fills vegessin la pel·lícula.Els productors de la pel·lícula també van expressar la seva sorpresa per la qualificació i van afirmar que no recomanarien que Welp fos vista per menors de 14 anys.
Els revisors en anglès van escriure crítiques predominantment positives per a Welp, i tant Dread Central com Bloody Disgusting lloaren els seus personatges mentre la pel·lícula presentava algunes debilitats a la seva meitat final. Variety va donar una crítica majoritàriament positiva, comentant que els hauria agradat veure més creació de personatges per als personatges del caçador furtiu, el seu fill i Sam, però aquesta tècnica general de cinema de Karakatsanis va ser impressionant.

## Premis
- Va guanyar el Premi al millor director al XLVII Festival Internacional de Cinema Fantàstic de Catalunya (2014)[10]